# Walter Grünert
Walter Grünert (* 29. November 1889 in Altenburg; † 10. August 1980 ebenda) war ein deutscher Archivar.

## Leben
Grünert war der Sohn des Landesbankhausmeisters Karl Grünert und dessen Ehefrau Louise, geb. Eimer. Er besuchte von 1896 bis 1904 die Bürgerschule (Gebrüder-Reichenbach-Schule). Von 1920 bis 1928 war er in der Landessteuerabteilung des Thüringer Rentamts angestellt. Von 1929 bis 1964 war er als Archivar im Staatsarchiv Altenburg tätig.

## Schriften (Auswahl)
- mit Ernst Daube: Derheeme bleibt derheeme. E Lasebuch en Altenborjer Bauernsprooche. Thüringer Volksverlag, Altenburg 1949, OCLC 253330915.
- Das Hormt. Ein uralter nationaler Kopfputz der Zeitz-Altenburger Hormtjungfern. Zeitz 1956, OCLC 73421266.
- Bohlen- und Porstuben der Altenburger Bauern. Zeitz 1956, OCLC 180432420.